# 西蒙·沙玛
西蒙·邁克爾·沙玛爵士，或譯為西蒙·夏瑪，CBE，FRSL，FBA（英語：Sir Simon Michael Schama，1945年2月13日—），英国历史学家、哥伦比亚大学艺术史讲师，BBC纪录片解说，纽约客文艺评论员。先后在剑桥大学、牛津大学、哈佛大学和哥伦比亚大学历史系任教。编写并主持过系列纪录片《英国史》、《艺术的力量》、《美国的未来》等。
1945年生，猶太裔英國人，是英國著名的歷史學家、學術之星，在哥倫比亞大學教授歷史、藝術史。主持多部收視與質量俱佳的BBC紀錄片，其著作被翻譯超過15種語言、多次獲獎，包括沃夫森歷史獎、W. H. 史密斯文學獎、全美書評人協會獎、艾美獎等重量級獎項。猶太人三部曲的第一部《猶太人：世界史的缺口，失落的三千年文明史──追尋之旅（西元前1000-1492）》，以及2017年10月甫出版的《猶太人：第二部──歸屬（1492-1900）》，皆入圍英國非小說圖書最高獎項──山謬強森獎（Samuel Johnson Prize，現已更名為貝利吉福德獎〔The Baillie Gifford Prize〕）。

## 著作
- 《爱国者和解放者：荷兰的革命》（Patriots and Liberators: Revolution in the Netherlands） （1977），获沃夫森历史奖
- 《财富的窘境：黄金时代荷兰文明的一种解释》The Embarrassment of Riches: An Interpretation of Dutch Culture in the Golden Age （1987年），获“《纽约时报》年度最佳图书”
- 《公民们：法国大革命编年史》（Citizens: A Chronicle of the French Revolution） (1989)
- 《死亡的确定性》（1991年）
- 《风景与记忆》（Landscape and Memory）（1995年），获W.H.史密斯文学奖
- 《乱世交汇：英国、奴隶与美国革命》（Rough Crossings）（2006年）获“全美书评人协会奖”
- 《伦勃朗的眼睛》（1999年）
- 《英國史（全三卷）》(2000~2002，中譯本：中信出版社（2018年），ISBN 9787508649306
- 《藝術的力量》（Simon Schama's Power of Art）（2006年），中譯本：北京美術攝影出版社（2015年），ISBN 9787805017181
- 《猶太人：世界史的缺口，失落的三千年文明史──追尋之旅（西元前1000-1492）》（2013年），中譯本：聯經出版社（2018年），ISBN 9789570850772
- 《猶太人：第二部──歸屬（1492-1900）》，2017年